# Tupaia palawanensis
Tupaia palawanensis é uma espécie de mamífero arborícola da família Tupaiidae. Endêmica da ilha de Palawan nas Filipinas.